# Acordo Anglo-Polonês
A aliança militar entre o Reino Unido e a Polônia foi formalizada pelo Acordo Anglo-Polonês em 1939, com posteriores adendos de 1940 e 1944, para assistência mútua em caso de invasão militar da Alemanha nazista, conforme especificado em um protocolo secreto.

## Antecedentes
O Reino Unido vinha tentando criar uma aliança de quatro vias para conter a Alemanha, com a França, a Polônia e a União Soviética. O polonês Jozef Beck ficou perturbado com a perspectiva de qualquer aliança com os soviéticos. Ele também temia a reação de Berlim à aliança de quatro vias, que pode ser vista como o cerco da Alemanha. Beck, no entanto, viu uma oportunidade e propôs um acordo secreto de consulta ao ministro das Relações Exteriores britânico, Lord Halifax, que foi recebido em 24 de março de 1939. Quando questionado por Halifax, o ministro das Relações Exteriores da Polônia, Edward Bernard Raczyński disse que achava que Beck tinha em mente a ajuda britânica no caso de um ataque à Polônia, mas não seria um acordo mútuo.

## Garantia britânica à Polônia
Em 31 de março de 1939, em resposta ao desafio da Alemanha nazista ao Acordo de Munique e sua ocupação da Tchecoslováquia, no Parlamento, o Reino Unido prometeu o apoio de si mesmo e da França para assegurar a independência polonesa:

... no caso de qualquer ação que claramente ameaçasse a independência polonesa, e que o governo polonês considerasse vital resistir com suas forças nacionais, o governo de Sua Majestade se sentiria obrigado a prestar ao governo polonês todo o apoio em seu poder . Eles deram ao governo polonês uma garantia nesse sentido. Posso acrescentar que o governo francês me autorizou a deixar claro que eles estão na mesma posição neste assunto que o governo de Sua Majestade.
Os chefes de gabinete britânicos na época, entretanto, observaram que "não poderíamos dar ajuda direta por terra, mar ou ar".
Em 6 de abril, durante uma visita a Londres do ministro das Relações Exteriores polonês, foi acordado formalizar a garantia como uma aliança militar anglo-polonesa, pendente de negociações. O texto do "Comunicado Anglo-Polonês" afirmava que os dois governos estavam "em total acordo sobre certos princípios gerais" e que "concordava que os dois países estavam preparados para entrar em um acordo de permanente e caráter recíproco...". O British Blue Book de 1939 indica que o acordo formal não foi assinado até 25 de agosto.
Essa garantia foi estendida em 13 de abril à Grécia e à Romênia, após a invasão da Albânia pela Itália.

## Acordo de Assistência Mútua
Em 25 de agosto, dois dias após o Pacto Molotov-Ribbentrop, foi assinado o Acordo de Assistência Mútua entre o Reino Unido e a Polônia. O acordo continha promessas de assistência militar mútua entre as nações se uma delas fosse atacada por algum "país europeu". O Reino Unido, sentindo uma tendência de expansionismo alemão, procurou desencorajar a agressão alemã por esta demonstração de solidariedade. Em um protocolo secreto do pacto, o Reino Unido oferecia assistência no caso de um ataque à Polônia especificamente pela Alemanha, no caso de ataque por outros países, as partes eram obrigadas apenas a "consultar juntas sobre medidas para ser tomadas em comum". Tanto o Reino Unido como a Polônia eram obrigados a não celebrar acordos com quaisquer outros países terceiros que constituíssem uma ameaça para o outro. Por causa da assinatura do pacto, Hitler adiou sua planejada invasão da Polônia de 26 de agosto até 1º de setembro.

## Fracassada aliança soviético-franco-britânica
Após a ocupação alemã de Praga em março de 1939, em violação do acordo de Munique, o governo de Chamberlain na Grã-Bretanha buscou o apoio soviético e francês para uma Frente de Paz. O objetivo era impedir novas agressões alemãs garantindo a independência da Polônia e da Romênia. No entanto, Stalin recusou-se a prometer apoio soviético às garantias, a menos que a Grã-Bretanha e a França primeiro concluíssem uma aliança militar com a União Soviética. Embora o gabinete britânico tenha decidido buscar tal aliança, os negociadores ocidentais em Moscou em agosto de 1939 careciam de urgência. As conversações foram mal conduzidas e lentas por diplomatas com pouca autoridade, como William Strang, um subsecretário adjunto. Stalin também insistiu nas garantias britânicas e francesas à Finlândia, aos estados bálticos, à Polônia e à Romênia contra a agressão alemã indireta. Esses países, no entanto, ficaram com medo de que Moscou quisesse controlá-los. Embora Hitler aumentasse as ameaças contra ela, a Polônia se recusou a permitir que as tropas soviéticas cruzassem suas fronteiras por medo de que nunca saíssem. O historiador Michael Jabara Carley argumenta que os britânicos estavam muito comprometidos com o anticomunismo para confiar em Stalin.
Enquanto isso, tanto a Grã-Bretanha quanto a URSS estavam separadamente envolvidas em negociações secretas com a Alemanha. Eventualmente, Stalin foi atraído por um acordo muito melhor por Hitler, o controle da maior parte da Europa Oriental, e decidiu assinar o Pacto Molotov-Ribbentrop.

## Acordo Naval Polaco-Britânico
Desde que foi enviada para a Grã-Bretanha em meados de 1939 na Operação Pequim, a Marinha polonesa permaneceu em águas britânicas. Em novembro de 1939, após a invasão da Polônia, o Acordo Naval Polaco-Britânico permitiu que os marinheiros poloneses usassem seus uniformes poloneses e tivessem comandantes poloneses a bordo, mesmo que os navios fossem de fabricação britânica. O acordo seria posteriormente revisado em 5 de agosto de 1940 para abranger todas as unidades polonesas.

## Acordo anglo-polonês respeitando as forças terrestres e aéreas polonesas
Em 5 de agosto de 1940, foi assinado um acordo segundo o qual "as Forças Armadas Polonesas (compreendendo as Forças Terrestre, Marítima e Aérea) serão organizadas e empregadas sob o Comando Britânico", mas estariam "sujeitas à lei militar polonesa e às regras disciplinares, e eles [seria] julgado em tribunais militares poloneses". A única mudança ocorreu em 11 de outubro de 1940, quando a Força Aérea Polonesa abriu uma exceção e ficou sujeita à disciplina e às leis britânicas.

## Análise
A aliança comprometeu a Grã-Bretanha, pela primeira vez na história, a lutar em nome de um país europeu que não fosse a França ou a Bélgica. Hitler estava então exigindo a cessão da Cidade Livre de Danzig, uma rodovia extraterritorial (a Reichsautobahn Berlin-Königsberg) através do Corredor Polonês e privilégios especiais para a minoria étnica alemã dentro da Polônia. Pelos termos da aliança militar, tanto a Polônia quanto a Grã-Bretanha eram livres para decidir se se oporiam com força a qualquer invasão territorial, já que o pacto não incluía nenhuma declaração de compromisso de nenhuma das partes com a defesa da integridade territorial da outra parte. No entanto, havia disposições sobre "ameaças indiretas" e tentativas de minar a independência de qualquer uma das partes por meio de "penetração econômica", em clara referência às demandas alemãs.
Em maio de 1939, a Polônia assinou um protocolo secreto com a Aliança Militar Franco-Polonesa de 1921, mas não foi ratificado pela França até 4 de setembro.
Em 17 de setembro, a União Soviética invadiu a Polônia através da fronteira polonesa oriental de acordo com o protocolo secreto do Pacto Molotov-Ribbentrop especificando a divisão da Polônia. De acordo com o Pacto de Defesa Comum Polaco-Britânico, o Reino Unido deve dar à Polônia "todo o apoio e assistência ao seu alcance" se a Polônia estiver "envolvida em hostilidades com uma potência europeia em consequência da agressão desta última". O embaixador polonês em Londres, Edward Bernard Raczyński, contatou o Ministério das Relações Exteriores britânico para apontar que a cláusula 1(b) do acordo, que dizia respeito a uma "agressão de uma potência europeia" à Polônia, deveria se aplicar à invasão soviética. Halifax respondeu que a obrigação do governo britânico para com a Polônia decorrente do Acordo Anglo-Polonês era restrita à Alemanha, de acordo com a primeira cláusula do protocolo secreto.